# Gil Vicente

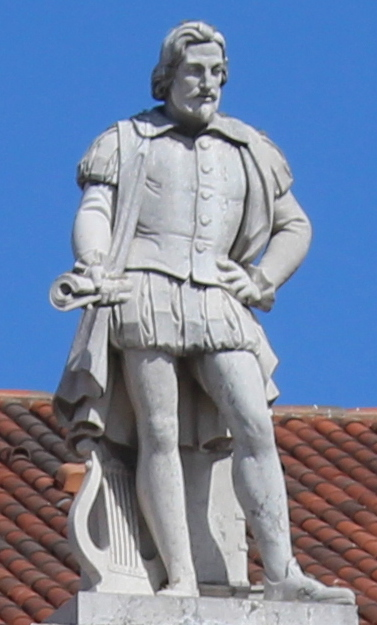
Posąg poety znajdujący się na froncie Teatro Nacional D. Maria II w Lizbonie

Gil Vicente (ur. ok. 1465, zm. ok. 1536) – portugalski poeta, dramaturg, reżyser i aktor epoki renesansu, uważany powszechnie za pierwszego ważnego twórcę teatru w Portugalii. Z zawodu był nadwornym złotnikiem. Do ważniejszych dzieł dramatycznych Gila Vicente należą 
sztuki Auto de Alma (Podróż duszy) i Exhortação da guerra (Wezwanie do wojny). Vicente pisał też utwory liryczne w typie włoskiej ballaty lub hiszpańskiej glosy.
Imię dramaturga nosi klub piłkarski Gil Vicente działający w mieście Barcelos, położonym w dystrykcie Braga.